# NBA TV
Az NBA TV egy amerikai sportcsatorna, amelynek tulajdonosa a National Basketball Association (NBA) és a Turner Sports működteti. Fő témája a kosárlabda, megtekinthetők rajta az NBA és a hozzá kapcsolódó profi ligák alapszakasz és a rájátszás mérkőzései is. Ezek mellett a műsorok közé tartoznak elemzések, különkiadások és dokumentumfilmek is. A székhelye az georgiai Atlantában található. Az NBA G-League és a WNBA nemzeti közvetítője is. Észak-Amerika legidősebb feliratkozás alapú csatornája, amely tulajdonosa egy profi sportbajnokság, 1999. március 17-én indult.
Amerikában 53.8 millió háztartásban elérhető. A legtöbb megtekintést egy 2016. április 10-i alapszakasz mérkőzés hozta, a Golden State Warriors és a San Antonio Spurs között, átlagos 2.6 millió nézővel.

## Története
A csatornát 1999. március 17-én indították el nba.com TV néven, majd 2003. február 11-én nevezték át NBA TV-re. Eredetileg az NBA Entertainment secaucusi (New Jersey) székhelyén működött. 2003. június 28-án a csatorna aláírt egy többéves szerződést az ország három legnagyobb kábeltévés közvetítőjével, a Cox Communicationsszel, a Cablevisionnel és a Time Warner Cable-lel. Ezzel 45 millió háztartásban lett elérhető az NBA TV és 30 országban, világszerte. Miután a Time Warner megszüntette a CNN/SI sportcsatornát 2002-ben, az NBA TV vette át a helyét.
Ahogy telt az idő, egyre több műsora lett a csatornának, többek között nemzetközi kosárlabdaligák és az amerikai piacon általában nem látható FIBA-meccsek. A CNN/SI bezárásának idején jött a nagy változás a műsorokban.
2007. október 8-án bejelentették, hogy a National Basketball Association át fogja adnia a csatorna működtetését a Time Warner Turner Sports divíziójának.
A Turner 2008. október 28-án vette át a csatorna kezelését és a TNT kommentátorait és elemzőit kezdte el használni. Fejlesztették az elemző műsorokat is, a gyártás helyszínét a georgiai Atlantába költöztették, a Turner Studios B Stúdiójába, amely a J Stúdió mellett található, ahol a TNT Inside the NBA műsorát forgatják.

## Műsorok
- 10 Before Tip
- 3DTV
- Beyond The Paint
- Courtside Cinema
- Game Of The Day
- Hardwood Classics
- High Tops: Plays of the Month
- Inside the NBA (encore telecasts within 12 hours of original airing on TNT)
- NBA Action
- NBA CrunchTime – focuses on live NBA games till the buzzer, includes CrunchTime Alert, similar to NBA Scores
- NBA Gametime Live
- NBA Gametime Live Specials (e.g. mock draft, free agent updates, season previews, trade deadline updates, playoff previews)
- NBA Inside Stuff
- NBA TV Marquee Matchup
- NBA TV Originals
- Open Court
- Playoff Playback
- Shaqtin’ a Fool
- The Starters (2013–2019)

## Személyiségek

### Műsorvezetők, házigazdák
- Andre Aldridge (2005–napjainkig)
- Brian Anderson (2014–napjainkig)
- Vince Cellini (2009–napjainkig)
- Scott Cole (2018–napjainkig)
- Spero Dedes (2003–napjainkig)
- Ian Eagle (2012–napjainkig)
- Kevin Frazier (2021–napjainkig)
- Jared Greenberg (2011–napjainkig)
- Bob Fitzgerald (2020–napjainkig)
- Ernie Johnson (2008–napjainkig)
- Rick Kamla (2002–napjainkig)
- Kristen Ledlow (2016–napjainkig)
- Allie LaForce (2018–napjainkig)
- Adam Lefkoe (2020–napjainkig)
- Joel Meyers (2020–napjainkig)
- Chris Miles (2018–napjainkig)
- Ro Parrish (2016–napjainkig)
- Pete Pranica (2018–napjainkig)
- Ahmad Rashad (2007–napjainkig)
- Stephanie Ready (2018–napjainkig)
- Kevin Ray (2019–napjainkig)
- Casey Stern (2015–napjainkig)
- Matt Winer (2010–napjainkig)

### Elemzők
- David Aldridge (2008–napjainkig)
- Greg Anthony (2010–napjainkig)
- Brent Barry (2009–napjainkig)
- Vinny Del Negro (2013–napjainkig)
- Rick Fox (2010–napjainkig)
- Mike Fratello (2008–napjainkig)
- Channing Frye (2020–napjainkig)
- Brendan Haywood (2016–napjainkig)
- Grant Hill (2016–napjainkig)
- Stu Jackson (2016–napjainkig)
- Bernard King (2010–napjainkig)
- Brevin Knight (2009–napjainkig)
- Kyle Korver (2021–napjainkig)
- Kevin McHale (2009–2011; 2016–napjainkig)
- Sam Mitchell (2008–2010; 2013–2015, 2016–napjainkig)
- Shaquille O’Neal (2011–napjainkig)
- Candace Parker (2018–napjainkig)
- Morris Peterson (2011–napjainkig)
- Dennis Scott (2009–napjainkig)
- Kenny Smith (2008–napjainkig)
- Steve Smith (2008–napjainkig)
- Isiah Thomas (2012–napjainkig)
- Stan Van Gundy (2019–2020)
- Dwyane Wade (2019–napjainkig)
- Chris Webber (2008–napjainkig)

### Közreműködők
- Joe Borgia
- Sekou Smith
- Lang Whitaker

### További műsorvezetők

#### The Starters
- Leigh Ellis
- Trey Kerby
- Tas Melas
- J. E. Skeets

#### NBA Inside Stuff
- Grant Hill
- Kristen Ledlow

### Korábbi műsorvezetők és elemzők
- Marv Albert (2010)
- Kevin Calabro (2012–2014)
- Derrick Coleman (2009)
- Antonio Davis (2008–2012)
- LaPhonso Ellis (2009)
- Marc Fein (2008–2011)
- Lawrence Frank (2010)
- Matt Harpring (2010)
- Lionel Hollins (2013)
- Eddie Jordan (2008–2009)
- Tracy McGrady (2013)
- Kyle Montgomery (2009–2013)
- Gary Payton (2008–2009)
- Scot Pollard (2009–2014)
- Syleys Roberts (2012–2015)
- Byron Scott (2013)
- Eric Snow (2008–2010)
- Jerry Stackhouse (2010–2016)
- Reggie Theus (2008–2009)

## Nemzetközi partnerek
- NBA TV International
- Arab államok: beIN Sports NBA
- Argentína: Cablevisión
- Dél-Amerika: DirecTV
- Egyesült Királyság és  Írország: BT, 2009 és 2018 között; Sky UK és Sky Ireland 2019 és 2022 között
- Fekete-Afrika: StarTimes, 2013 és 2016 között; Kwesé Sports, 2017 és 2019 között
- Franciaország: Canalsat
- Fülöp-szigetek: NBA TV Philippines, 2020 óta[4]
- Görögország: OTE TV
- Indonézia: First Media és Big TV 2018-ig; Nexmedia, 2017 és 2019 között; Vidio és Indihome (UseeTV), 2017 óta
- Kanada: NBA TV Canada
- Oroszország: NTV Plus
- Olaszország: Sky Italia
- Portugália: NOS, 2015-ig; MEO, 2017 februárja óta
- Szerbia: Mts TV
- Thaiföld: TrueVisions
- Törökország: TV8, 2017-ig; Saran Holding, 2017 óta